# Bobby Lennox
Bobby Lennox MBE (* 30. August 1943 in Saltcoats, Ayrshire) ist ein ehemaliger schottischer Fußballspieler.
Im September 1961 unterschrieb Lennox seinen ersten Vertrag bei Celtic Glasgow und spielte im folgenden März erstmals in der ersten Mannschaft. In 571 Spielen für Celtic konnte er 273 Ligatore erzielen, was ihn zum siebterfolgreichsten Torjäger in der Vereinsgeschichte macht.
Er wurde elfmal schottischer Meister, gewann achtmal den Scottish Cup und viermal den Scottish League Cup, in dem er insgesamt 63 Tore schoss. Er gewann weiterhin einmal den Europapokal der Landesmeister und wurde mit diesem Sieg als einer der Lisbon Lions berühmt.
Er spielte zehnmal für die schottische Fußballnationalmannschaft, hatte dort aber mit starker Konkurrenz auf seiner Stammposition zu kämpfen.
Lennox war ein sehr schneller Flügelspieler, den die Fans Buzz Bomb („Langstreckenrakete“) oder Lemon („Zitrone“) riefen, da er die gegnerischen Verteidiger angeblich wie Suckers (wörtlich „Sauger“, treffender „Trottel“) aussehen ließ.
In den späten 1970ern verließ er Celtic und wanderte in die USA aus, um für Houston Hurricane zu spielen. 1978 erzielte er 15 Tore in 36 Spielen und kehrte 1979 zu Celtic zurück. Mit ihm gewann 1980 Celtic die Meisterschaft in der Liga und den Scottish Cup.
Er ist einer der wenigen Schotten, die zweimal im Finale eines europäischen Pokalwettbewerbs standen, und gehört auch zu den Wenigen, die in einem Länderspiel zwischen Schottland und England im Wembley-Stadion als Sieger vom Platz gingen und in diesem Spiel auch noch ein Tor erzielen konnten. Lennox schaffte dies 1967 bei einem 3:2-Sieg und steuerte selbst ein Tor bei.
Er wurde im November 2005 in die Hall of Fame des schottischen Fußballs aufgenommen. 1981 wurde er zum Member of the Order of the British Empire.
1982 veröffentlichte Lennox seine Autobiographie „A Million Miles For Celtic“ („Eine Million Meilen für Celtic“). Auch heute noch ist er eng mit Celtic Glasgow verbunden.

## Erfolge

### Verein
- Schottischer Meister: 1966, 1967, 1968, 1969, 1970, 1971, 1972, 1973, 1974, 1977, 1979, 1981 (12 Mal)
- Schottischer Pokalsieger: 1965, 1967, 1969, 1971, 1972, 1974, 1975, 1977, 1980, (10 Mal)
- Schottischer Ligapokal: 1966, 1967, 1968, 1969, 1970, 1975 (6 Mal)
- Europapokal der Landesmeister (1): 1967
- Drybrough Cup: 1974 (1 Mal)

### Persönliches
- Torschützenkönig der Scottish Football League: 1968

| Personendaten    | Personendaten               |
| ---------------- | --------------------------- |
| NAME             | Lennox, Bobby               |
| KURZBESCHREIBUNG | schottischer Fußballspieler |
| GEBURTSDATUM     | 30. August 1943             |
| GEBURTSORT       | Saltcoats, Ayrshire         |